# Jonas Pinto Junior
Jonas Pinto Junior (Blumenau, 24 maggio 1984) è un giocatore di calcio a 5 brasiliano naturalizzato italiano.

## Carriera

### Club
Rivelatosi un talento sin da giovanissimo, ha militato per due anni nel Malwee di Jaraguà do Sul per poi accasarsi nel Minas di Belo Horizonte e nel Carlos Barbosa. Nel 2005 si trasferisce in Europa, prima in Spagna nell'Albacete e nel Martorell e poi, dal 2007, in Italia nell'Arzignano Grifo dove gioca per due anni vincendo una Coppa Italia. Nel 2009 passa alla Marca Futsal con cui vince due campionati, una Coppa Italia e due Supercoppe, affermandosi come giocatore top level del nostro campionato. Il 7 giugno 2013 in gara 3 della finale scudetto, realizza il calcio di rigore che regala alla Marca il titolo di campione d'Italia. Nell'estate del 2013 si trasferisce al Pescara, dove si trattiene appena una stagione prima di passare all'Asti Con la compagine piemontese vince una Coppa Italia e una Winter Cup ma, nonostante i pronostici favorevoli, manca lo scudetto. Nel mercato estivo l'Acqua e Sapone strappa il giocatore all'Asti. Nell'estate 2020 comunica che, dopo cinque anni, non farà parte più del roster Acqua e Sapone.

### Nazionale
Con la Nazionale Under-20 di calcio a 5 del Brasile ha vinto nel 2004 il titolo continentale di categoria, ripetendosi l'anno successivo con la Under-23. In possesso della doppia cittadinanza, esordisce con la Nazionale italiana nel doppio match amichevole del 22 e 23 settembre 2009 giocato tra Nagoya e Osaka contro il Giappone. Dopo queste due apparizioni esce dal giro azzurro, facendovi ritorno solamente due anni in un doppio test amichevole giocato contro il Portogallo.

## Palmarès

### Club

#### Competizioni nazionali
- Campionato brasiliano: 1
Carlos Barbosa: 2004
- Campionato italiano: 3
Marca: 2010-11, 2012-13
A&S: 2017-18
- Coppa Italia: 5
Arzignano: 2008-09
Marca: 2009-10
Asti: 2014-15
A&S: 2017-18, 2018-19
- Supercoppa italiana: 3
Marca: 2010, 2011,
A&S: 2018
- Winter Cup: 2
Asti: 2014-15
A&S: 2016-17

#### Competizioni internazionali
- Coppa Intercontinentale: 1
Carlos Barbosa: 2004

### Nazionale
- Campionato sudamericano Under-20: 1
Brasile: 2004